# Sandman: Juego a ser tú
Sandman: Juego a ser tú, también traducida originalmente como The Sandman: Un juego de ti (en inglés, The Sandman: A Game of You) es la quinta novela gráfica de la colección de historietas de The Sandman, creada por Neil Gaiman y publicada por DC Comics. Contiene los números 32 al 37 de la colección regular. El tomo anterior, Sandman: Estación de nieblas, llega hasta el número 28, por lo que los tres números intermedios, del 29 al 31, aparecen en el tomo siguiente a este, Sandman: Fábulas y reflejos. La razón de esta alteración en el orden se debe a que los números del tomo siguiente son todas historias autoconclusivas, mientras que los números de este tomo y el anterior siguen una historia completa a lo largo de todo el volumen.
Esta obra está dibujada por Shawn McManus, Colleen Doran y Bryan Talbot, con entintado de Shawn McManus, George Pratt, Dick Giordano y Stan Woch. A cargo del color estuvo Daniel Vozzo. La rotulación original estuvo a cargo de Todd Klein, y como en todos los números de la serie original de The Sandman, las portadas son obra de Dave McKean.

## Contenido
El contenido de esta novela gráfica varía dependiendo de la editorial. La edición de ECC Ediciones, incluye:
- Introducción de Alisa Kwitney, de mayo de 2007.
- Dibujos de Eddie Campbell, Rick Berry, Michael Zulli, Geoff Darrow (coloreado por Daniel Vozzo), Simon Bisley (coloreado por Lovern Kindzierski), Jamie Hewlett (coloreado por Daniel Vozzo), Mark Chiarello, Alex Ross, Bill Koeb, Mike Mignola, Malcolm Jones III (coloreado por Daniel Vozzo), Kelley Jones, John J. Muth y Jeff Smith (coloreado por Daniel Vozzo).
- Biografías breves de Gaiman, McManus, Vozzo y McKean.

## Títulos
Cuando aparecen dos títulos en español, el primero es de la traducción original de Norma Editorial, mientras que el segundo de la traducción para ECC Ediciones.
| #  | Título                                                                       | Título original                    | Fecha    | Guion  | Dibujo         | Tinta          | Color | Rotulación | Portada | Edición   | Edición  | pp. |
| #  | Título                                                                       | Título original                    | Fecha    | Guion  | Dibujo         | Tinta          | Color | Rotulación | Portada | ejecutiva | asociada | pp. |
| -- | ---------------------------------------------------------------------------- | ---------------------------------- | -------- | ------ | -------------- | -------------- | ----- | ---------- | ------- | --------- | -------- | --- |
| 32 | Asesinato en la Quinta Avenida Matanza en la Quinta Avenida                  | Slaughter on Fifth Avenue          | nov 1991 | Gaiman | McManus        | McManus        | Vozzo | Klein      | McKean  | Berger    | Kwitney  | 25  |
| 33 | Canciones de cuna de Broadway Nanas de Broadway                              | Lullabies of Broadway              | dic 1991 | Gaiman | McManus        | McManus        | Vozzo | Klein      | McKean  | Berger    | Kwitney  | 23  |
| 34 | La salida de la luna mala Luna de mal agüero                                 | Bad Moon Rising                    | ene 1992 | Gaiman | Doran          | Pratt Giordano | Vozzo | Klein      | McKean  | Berger    | Kwitney  | 24  |
| 35 | Comenzando a ver la luz Empiezo a ver la luz                                 | Beginning to See the Light         | feb 1992 | Gaiman | McManus        | McManus        | Vozzo | Klein      | McKean  | Berger    | Kwitney  | 24  |
| 36 | Sobre el mar hacia el cielo Por el mar hasta el cielo                        | Over the Sea to Sky                | abr 1992 | Gaiman | McManus Talbot | McManus Woch   | Vozzo | Klein      | McKean  | Berger    | Kwitney  | 39  |
| 37 | Desperté y una de nosotras estaba llorando Desperté y una de las dos lloraba | I Woke Up and One of Us Was Crying | may 1992 | Gaiman | McManus        | McManus        | Vozzo | Klein      | McKean  | Berger    | Kwitney  | 24  |

En los créditos de cada número se menciona además a Neil Gaiman, Sam Kieth y Mike Dringenberg como creadores de los personajes de The Sandman.